# Jan Jongbloed
Jan Jongbloed (Amsterdam, 25 november 1940 – 30 augustus 2023) was een Nederlands voetballer en voetbaltrainer, die als doelman 24 interlands speelde.

## Carrière

### Club/interlandcarrière
Jan Jongbloed speelde tot zijn vijftiende als linksbuiten bij VVA. Pas als A-junior werd hij keeper, waarna hij het jaar erop de overstap maakte naar DWS. Als prof verdedigde hij het doel van DWS, FC Amsterdam, Roda JC, Go Ahead Eagles en van het Nederlands elftal tijdens de WK-toernooien in West-Duitsland (1974) en Argentinië (1978). Zijn interlandloopbaan besloeg zestien jaar. In 1960 was hij reeds reserve-doelman achter Eddy Pieters Graafland bij een trip naar de Nederlandse Antillen. In 1962 maakte hij zijn debuut toen hij inviel voor Piet Lagarde. Hij nam toen het record van Joop Wille over van de speler die het kortst in Oranje meedeed, namelijk zes minuten; Joop Wille speelde in 1940 negen minuten. Jaren daarna werd Jongbloed niet opgeroepen, tot 1974 toen hij in de aanloop naar het WK in dat jaar plotseling eerste keus werd. Jongbloed bezat die specifieke kwaliteiten die bondscoach Rinus Michels zocht; hij kon door zijn voetballende kwaliteiten min of meer laatste man spelen. Bovendien was de vaste doelman Jan van Beveren (PSV) langdurig geblesseerd. In 2018 liet Kees Rijvers in een documentaire over Van Beveren weten dat Van Beveren een betere voetballer was dan Jongbloed en wel eens overwogen heeft Van Beveren bij blessures van aanvallers als spits op te stellen.
Jongbloed stond bekend om zijn gedurfde speelstijl. Zo keepte hij tijdens de WK-finale van 1974 met blote handen, "want anders kun je de bal niet voelen" aldus Jongbloed.
Hij was een zogeheten 'meevoetballende' doelman, die regelmatig buiten het eigen strafschopgebied kwam. Hij brak als international een keepersrecord: 683 minuten zonder tegendoelpunt. Ook was hij recordhouder voor wat betreft het aantal gespeelde wedstrijden in het betaalde voetbal (717). Een aanbod van Ajax om in 1974 naar die club te verhuizen sloeg hij af; hij wilde zijn vrije visdag niet opofferen voor een extra trainingsdag. Hij runde naast zijn bestaan als profvoetballer ook nog een sigarenwinkel annex hengelsportzaak in de Kinkerbuurt in Amsterdam-West. Jongbloed was zelf een verwoed sportvisser en heeft menigmaal te kennen gegeven het vissen nog leuker te vinden dan het voetbal.
Jongbloed was 45 jaar toen hij zijn profcarrière beëindigde, vanwege een hartinfarct tijdens de competitiewedstrijd HFC Haarlem–Go Ahead Eagles. Zijn zoon Eric-Jan kwam op het voetbalveld om het leven, toen hij tijdens de wedstrijd Rood-Wit A–DWS op 23 september 1984 door de bliksem werd getroffen. Velen menen dat Jongbloeds verdiensten zijn ondergewaardeerd. Zo stond hij niet op de lijst van 100 beste Nederlandse voetballers, die Henk Spaan voor dagblad Het Parool had samengesteld. Desgevraagd noemde Jongbloed het een "klotelijst", omdat hij er niet op voorkwam.

### Trainerscarrière
Na zijn actieve loopbaan als voetballer ging Jongbloed aan de slag als assistent-trainer bij HFC Haarlem en Go Ahead Eagles. Vanaf 1989 was hij assistent -trainer bij Vitesse. Met hoofdtrainer Bert Jacobs werd Vitesse kampioen van de Eerste Divisie en bereikte de club ook nog de bekerfinale, waarin PSV te sterk was. In de jaren erna eindigde Vitesse altijd bij de eerste zes en werd er negenmaal deelgenomen aan de UEFA Cup. In 1992 koos Jacobs voor een buitenlandse avontuur. Vervolgens was hij assistent van Herbert Neumann, maar toen die eind 1999 ontslagen werd, nam Jongbloed samen met Edward Sturing de honneurs waar. Vier jaar eerder deed Jongbloed al eens hetzelfde kunstje met Frans Thijssen, nadat Ronald Spelbos moest vertrekken. 
Sinds 2000 was hij actief als jeugdtrainer bij de Arnhemse club. In 2010 werd duidelijk dat zijn contract bij Vitesse niet verlengd zou worden. Voor zijn verdiensten voor Vitesse werd Jongbloed benoemd tot Zilveren Vitessenaar. De Zaanse amateurvereniging Hellas Sport legde Jongbloed na zijn vertrek bij Vitesse  als technisch adviseur vast. Jongbloed was als laatste actief als jeugdtrainer bij ZVV Zilvermeeuwen, eveneens uit Zaandam.

### Buiten het voetbal
Jongbloed is nog een aantal jaren op de radio te horen geweest als voetbalkenner bij Radio Noord-Holland. In 2019 verscheen er een boek over het leven van Jongbloed, geschreven door Yoeri van den Busken: Aparteling.

## Overlijden
Jongbloed overleed op 30 augustus 2023 na een lang ziekbed op 82-jarige leeftijd.

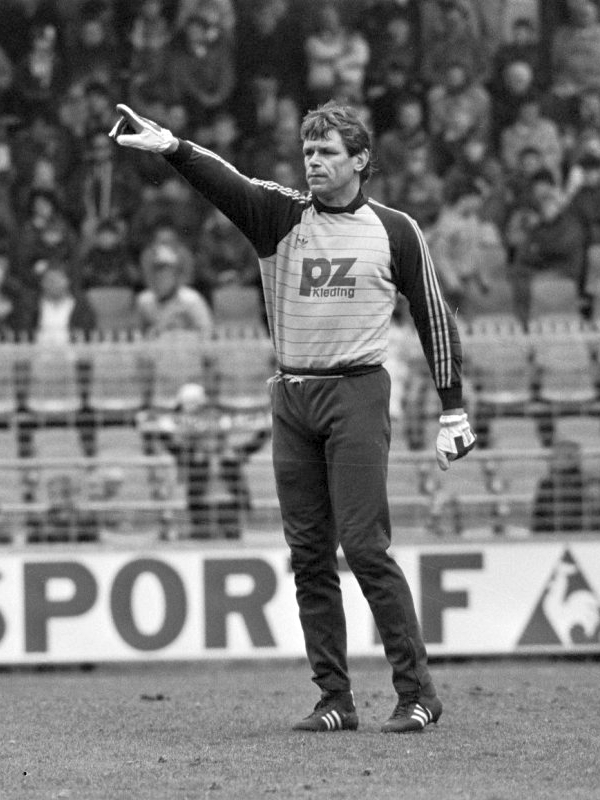
Jan Jongbloed, uitkomend voor Go Ahead Eagles in 1984

## Erelijst
DWS
- Eredivisie: 1963/64